# Lábasguvatalakúak
A lábasguvatalakúak (Mesitornithiformes) a madarak (Aves) osztályának egyik rendje, melybe csak egyetlen család, a lábasguvatfélék (Mesitornithidae) tartozik.
Korábban a darualakúak (Gruiformes) rendjébe sorolták, mint madárcsaládot. Egyes rendszertanok a tyúkalakúakhoz (Galliformes) is megpróbálták besorolni.
A rendhez tartozó mindhárom faj Madagaszkár szigetén él.

## Rendszerezés
A rend egyetlen családja az alábbi nemeket és fajokat foglalja magában:
- Mesitornis (Bonaparte, 1855) – 2 faj 
  - fehértorkú lábasguvat (Mesitornis variegata)
  - barna lábasguvat (Mesitornis unicolor)

- Monias (Oustalet & Grandidier, 1903) – 1 faj 
  - sarlóscsőrű lábasguvat (Monias benschi)